# Lishizhenita
La lishizhenita és un mineral de la classe dels sulfats. Rep el seu nom en honor de Li Shizhen (1518-1593), famós farmacòleg xinès.

## Característiques
La lishizhenita és un sulfat de fórmula química ZnFe₂(SO₄)₄·14H₂O. Cristal·litza en el sistema triclínic. Els cristalls són de tabulars a prismàtics, allargats al llarg de [100], de fins a 8 mm, mostrant {010}, {100}, {001}, normalment en agregats. La seva duresa a l'escala de Mohs és 3,5.
Segons la classificació de Nickel-Strunz, la lishizhenita pertany a «07.CB: Sulfats (selenats, etc.) sense anions addicionals, amb H₂O, amb cations de mida mitjana» juntament amb els següents minerals: dwornikita, gunningita, kieserita, poitevinita, szmikita, szomolnokita, cobaltkieserita, sanderita, bonattita, aplowita, boyleïta, ilesita, rozenita, starkeyita, drobecita, cranswickita, calcantita, jôkokuïta, pentahidrita, sideròtil, bianchita, chvaleticeïta, ferrohexahidrita, hexahidrita, moorhouseïta, niquelhexahidrita, retgersita, bieberita, boothita, mal·lardita, melanterita, zincmelanterita, alpersita, epsomita, goslarita, morenosita, alunògen, metaalunògen, aluminocoquimbita, coquimbita, paracoquimbita, romboclasa, kornelita, quenstedtita, lausenita, römerita, ransomita, apjohnita, bilinita, dietrichita, halotriquita, pickeringita, redingtonita, wupatkiïta i meridianiïta.

## Formació i jaciments
La lishizhenita va ser descoberta a la mina Xitieshan, a Da Qaidam, (Prefectura Autònoma Tibetana i Mongol de Haixi, República Popular de la Xina) en cavitats i fil·lons en anhidrita a la zona d'oxidació d'un dipòsit de Pb-Zn. També ha estat descrita a la mina Blue Lizard, al comtat de San Juan (Utah, Estats Units) i a la mina Sar Cheshmeh, a Pariz (Kerman, Iran).
Sol trobar-se associada a altres minerals com: anhidrita, römerita, copiapita, sofre, guix, pirita i quars.